# Kozacka Brygada Piesza Polowej Policji
Kozacka Brygada Piesza Polowej Policji (ros. Казачья пластунская бригада полевой полиции) – jednostka zmilitaryzowanej policji Geheime Feldpolizei złożona z Kozaków podczas II wojny światowej.
Brygada została sformowana we wrześniu 1943 r. w rejonie Chersonia. Na jej czele stanął ataman marszowy płk Płaton M. Duchopielnikow, który od wiosny 1943 r. znajdował się na policyjnej służbie u feldmarsz. Paula Ludwiga Ewalda von Kleista. Brygada była podporządkowana dowództwu Grupy Armii Południe. Składała się z sześciu batalionów. Liczyła ok. 5 tys. ludzi. Byli to Kozacy pochodzący z Grupy Atamana Marszowego płk. Siergieja W. Pawłowa. Brygada działała przeciwko sowieckim partyzantom i Ukraińskiej Armii Powstańczej. W wyniku ofensywy sowieckiej przeszła w rejon Krakowa. Z powodu dużych strat osobowych została rozformowana pod koniec 1944 r. lub na pocz. 1945 r.